# Lokomotivrahmen

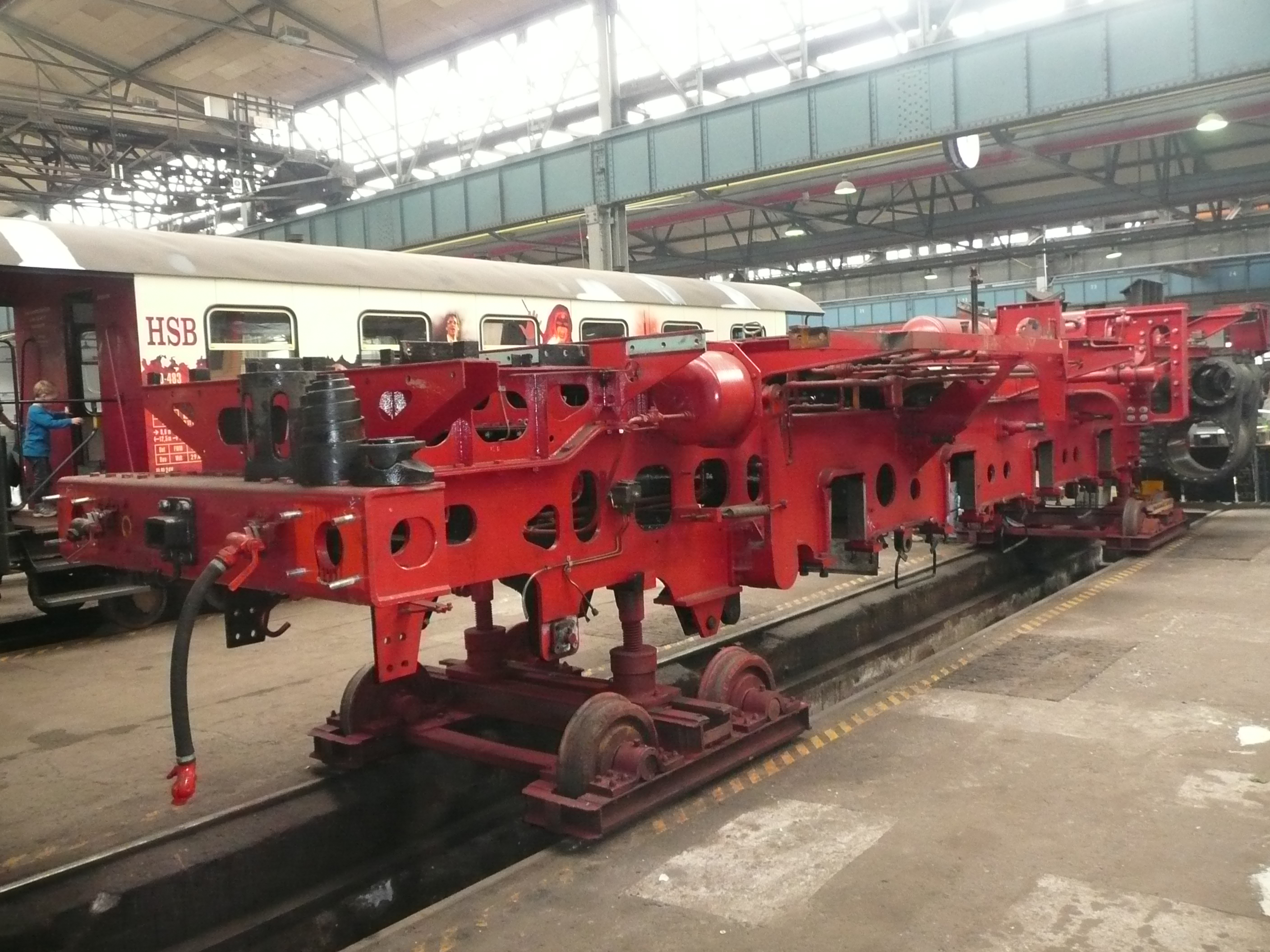
Rahmen der Dampflokomotive Fk 262 im Dampflokwerk Meiningen

Der Lokomotivrahmen ist ein Hauptbauteil von Lokomotiven, die keinen selbsttragenden Wagenkasten verwenden. Er trägt die Aufbauten sowie die Baugruppen der Antriebsanlage und deren Hilfsaggregate. Am Rahmen sind die Zug- und Stoßeinrichtung zur Übertragung der Längskräfte sowie Teile der Bremsausrüstung befestigt. Der Rahmen stützt sich federnd auf das Laufwerk ab und muss sowohl die statischen als auch die dynamischen Kräfte der Aufbauten aufnehmen können. Im Betrieb wird der Lokomotivrahmen durch Pufferstöße sowie Zug- und Druckkraft in Längsrichtung stark belastet. Darüber hinaus entstehen beim Anheben oder Eingleisen der Lokomotive erhebliche Biegelasten. Der Sinuslauf des Fahrzeugs führt zusätzlich zu einer Belastung des Rahmens in Diagonalrichtung.

## Einteilung der Rahmen

### Einteilung nach Bauart
Die Lokomotivrahmen werden entsprechend der verschiedenen Konstruktionsarten der Lokomotiven unterteilt. Man unterscheidet zwischen Rahmen für Rahmenlokomotiven und Rahmen für Drehgestelllokomotiven. Die Rahmen für die Rahmenlokomotiven werden nach Anordnung der Hauptlängsträger, der Rahmenwagen, im Verhältnis zu den Radscheiben unterteilt in Innenrahmen, Außenrahmen und Doppelrahmen. 

#### Innenrahmen

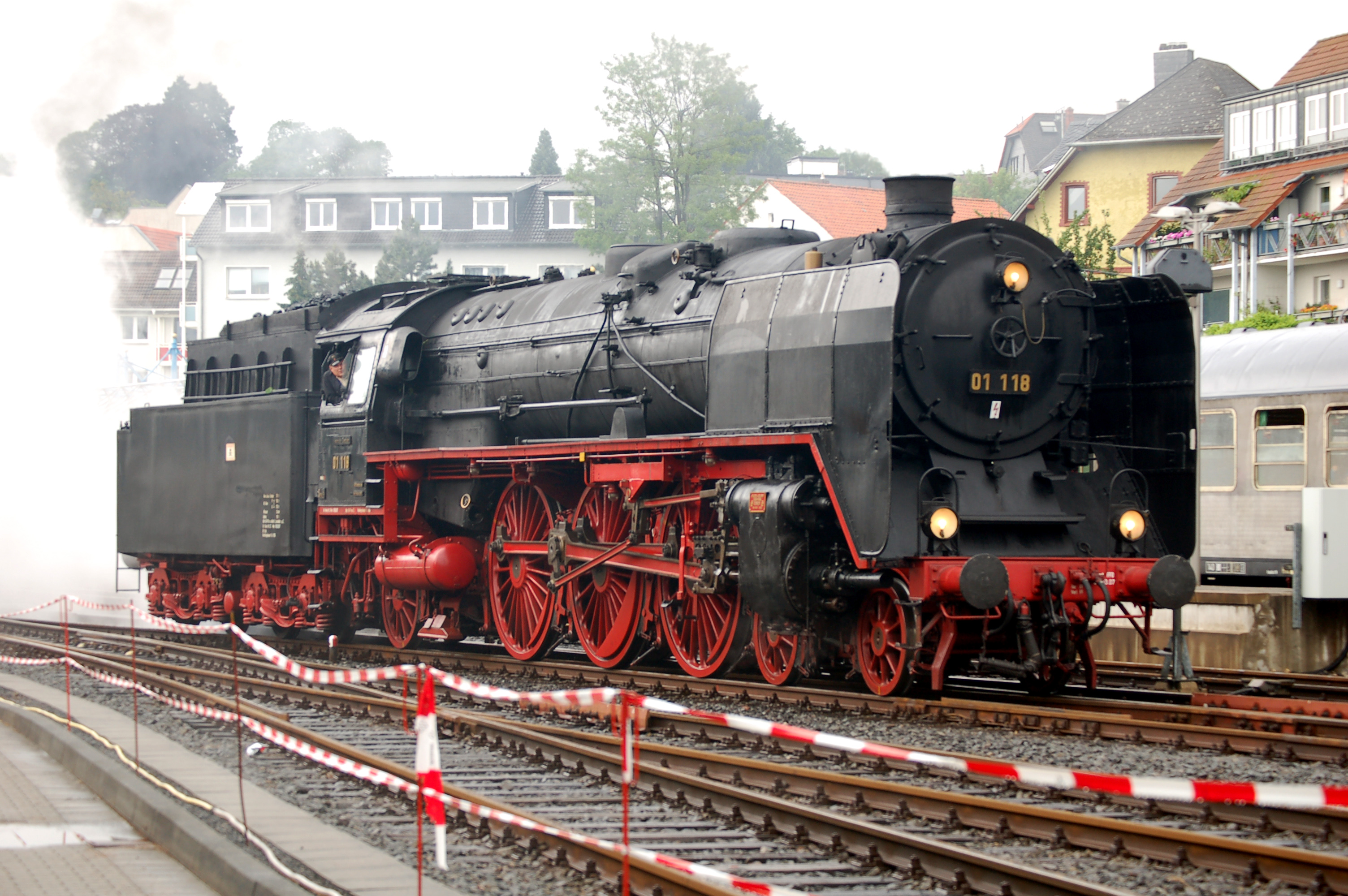
Dampflokomotive mit Innenrahmen (DRG 01 118)

Die Mehrheit der modernen Dampflokomotiven sowie als Rahmenlokomotiven gebaute Elektro- und Diesellokomotiven besitzen Innenrahmen. Bei dieser Bauart sind die beiden Rahmenwangen zwischen den Radscheiben der Radsätze angeordnet und die Kurbelzapfen der Kuppelstangen in die Radscheiben der Treibräder eingelassen. Diese Konstruktionsweise bietet mehrere Vorteile: Sie gewährleistet eine einfache Ausbildung der Versteifung der beiden Rahmenwangen untereinander, ermöglicht eine einfache Kontrolle der Räder und Triebwerksteile auf mögliche Schäden und reduziert die Biegebelastung der Radsatzwelle, weshalb sie auch bei den Laufdrehgestellen des ICE 4 verwendet wird. Beispiele für Elektrolokomotiven mit Innenrahmen sind die DR-Baureihe E 16 oder die SBB Ae 4/7, beide mit Buchli-Antrieb, aber auch die Krokodil-Lokomotiven der SBB hatten Innenrahmen.

#### Außenrahmen

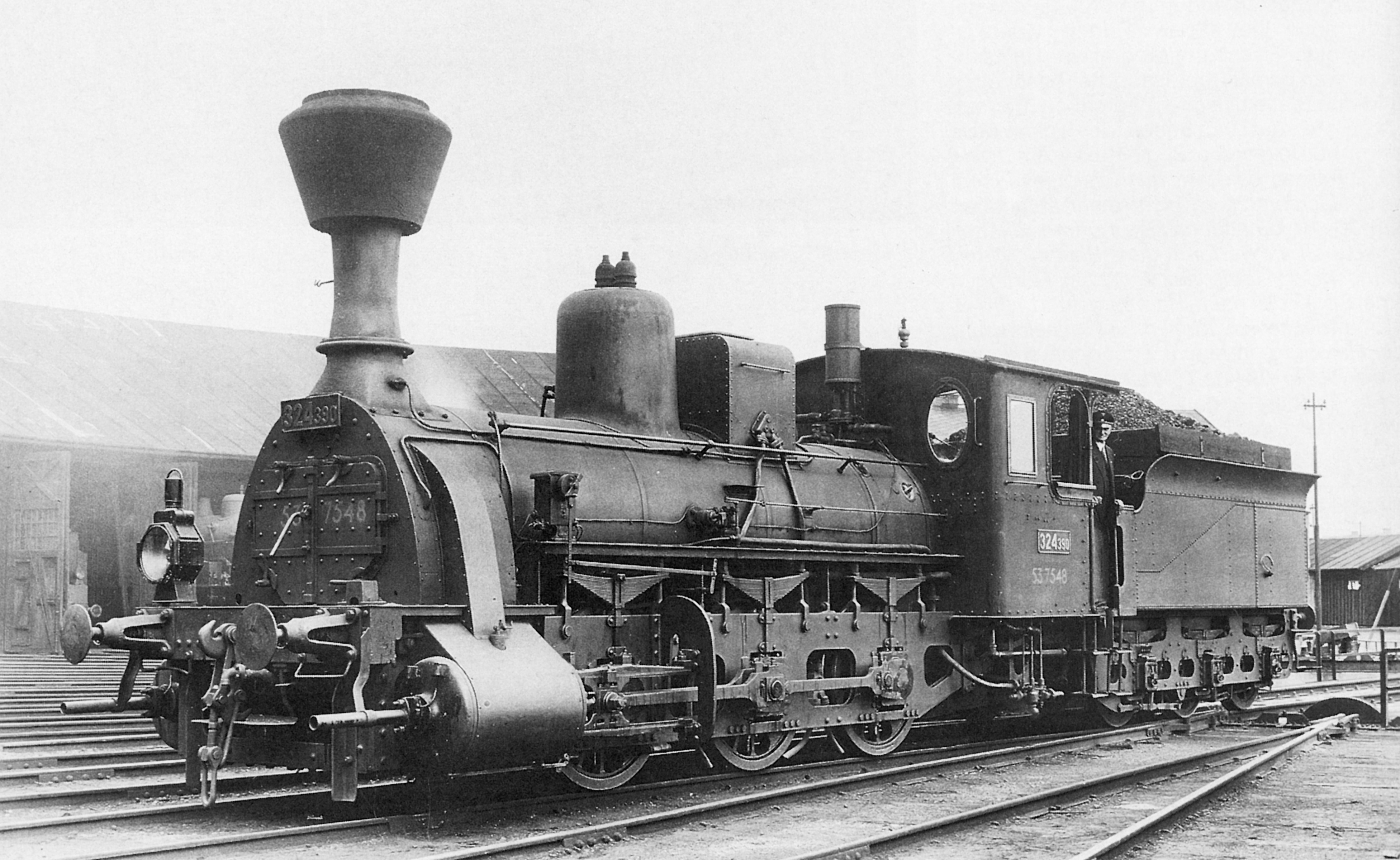
Dampflokomotive mit Außenrahmen (BEB IIIa)

Außenrahmen wurden vor allem zu Beginn der Entwicklung der Dampflokomotive verwendet, kommen jedoch bei Schmalspurlokomotiven und Drehgestellen für Elektro- und Diesellokomotiven mit Einzelachsantrieb häufig zum Einsatz. Bei dieser Bauart sind die beiden Rahmenwangen außerhalb den Radscheiben der Radsätze angeordnet, was bei Stangenlokomotiven den Einsatz Hallscher Kurbeln erforderlich macht. Außenrahmen bieten mehr Platz zwischen den Radscheiben, wodurch bei Dampflokomotiven innenliegende Triebwerksteile besser angeordnet werden können. Drehgestelle von Elektro- und Diesellokomotiven werden meist mit Außenrahmen ausgeführt damit Motoren und Getriebe zwischen den Radscheiben Platz finden. 
Bekannte Vertreter von Außenrahmenlokomotiven sind die Sächsische I K, die ČSD-Baureihe 324.3 oder die MAV-Baureihen 220 und 377.

#### Doppelrahmen

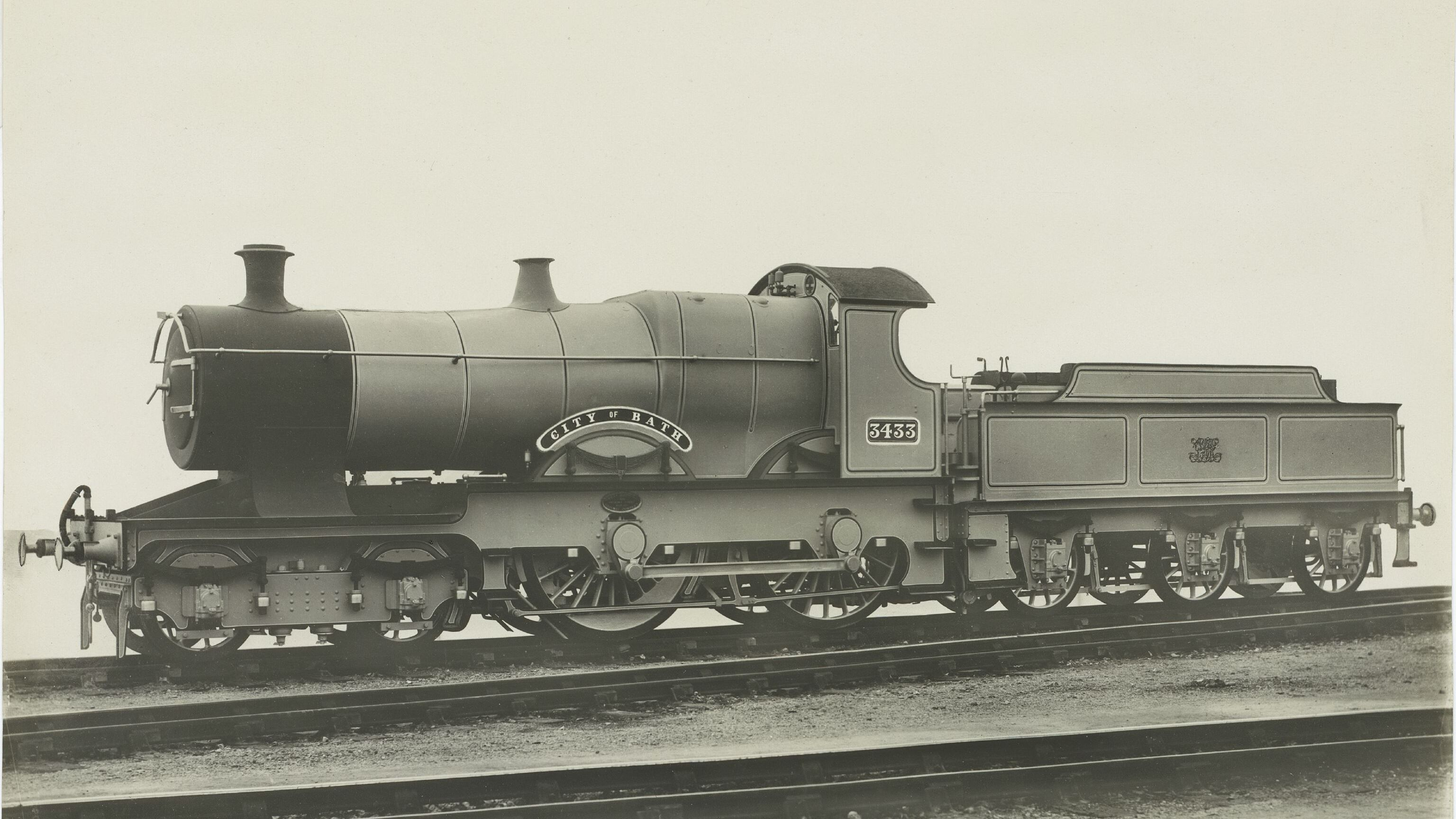
Lokomotive mit Doppelrahmen für die Treibachsen (GWR Nr. 3440 City of Truro)

Doppelrahmen hatten vor allem zu Beginn der Entwicklung der Dampflokomotive eine Bedeutung, werden aber heute kaum mehr verwendet. Die Konstruktion verwendet vier Rahmenwangen – zwei innerhalb und zwei außerhalb der Radscheiben, womit die Triebachsen doppelt im Rahmen gelagert werden können.

#### Drehgestelllokomotiven
Drehgestelllokomotiven besitzen einen Brückenrahmen, der wie eine Brücke auf den beiden Drehgestellen aufliegt. An diesem Rahmen sind die Drehzapfen oder andere Elemente angebracht, die der Führung der Drehgestelle dienen. Die Rahmen der Drehgestelle sind als Außenrahmen ausgeführt, jedoch gibt es Ausnahmen. Zu diesen gehören frühe Diesellokomotiven der DB wie die V 80 und die V 200.

### Einteilung nach Konstruktion

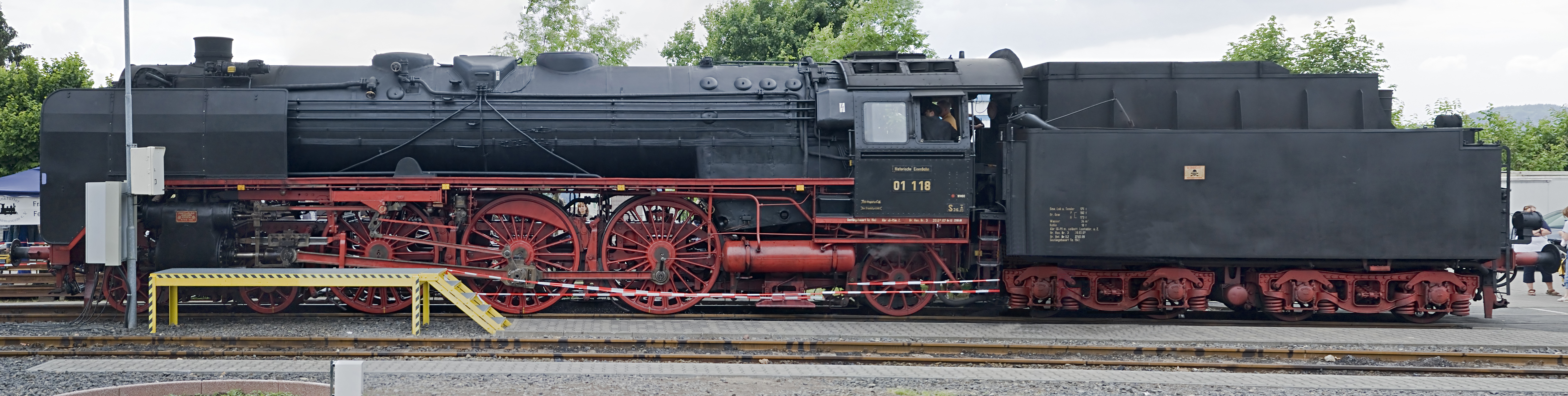
Typische Bauform des Barrenrahmens bei der DR-Baureihe 01

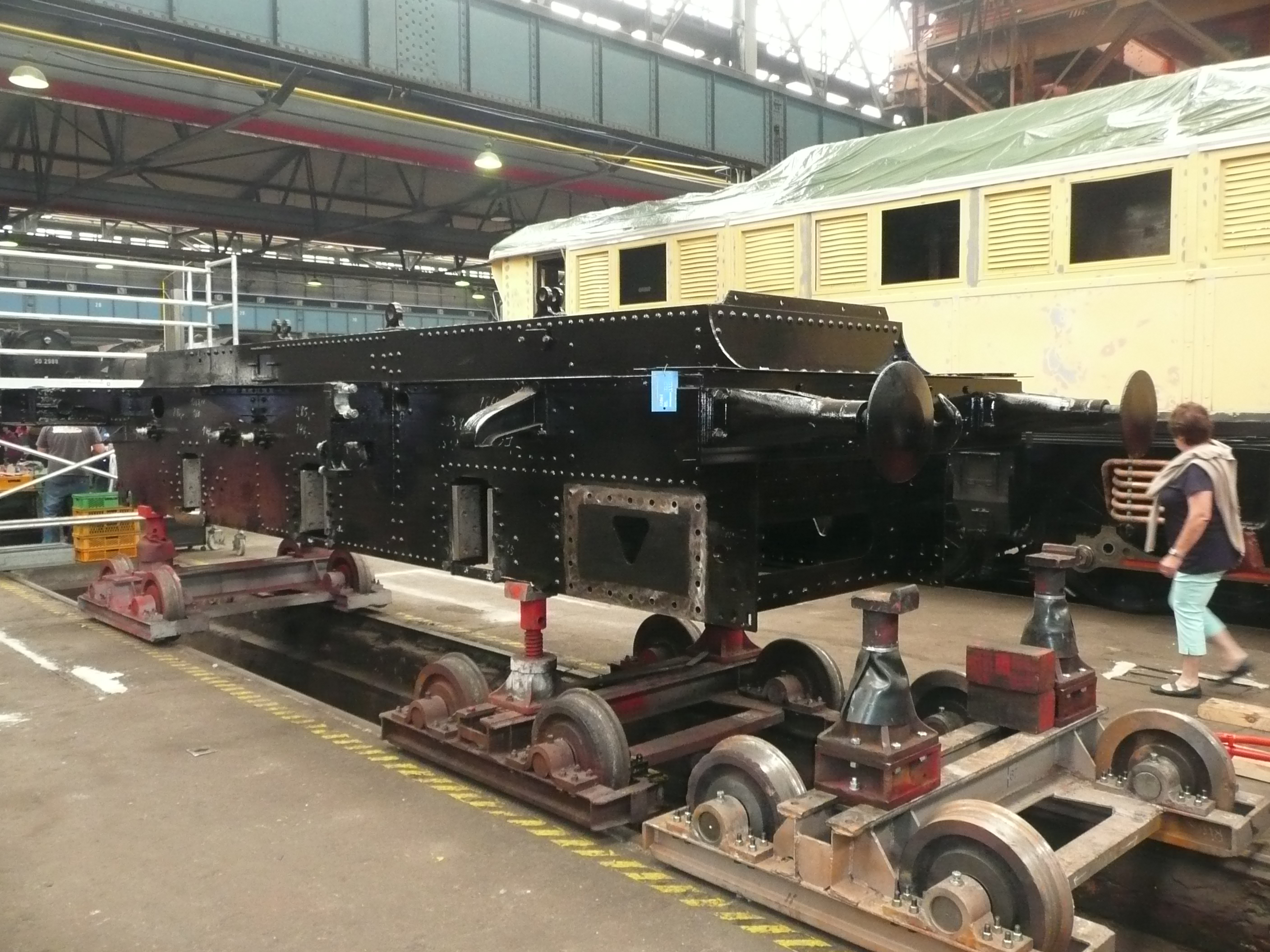
Blechrahmen der SBB E 3/3 im Dampflokwerk Meiningen

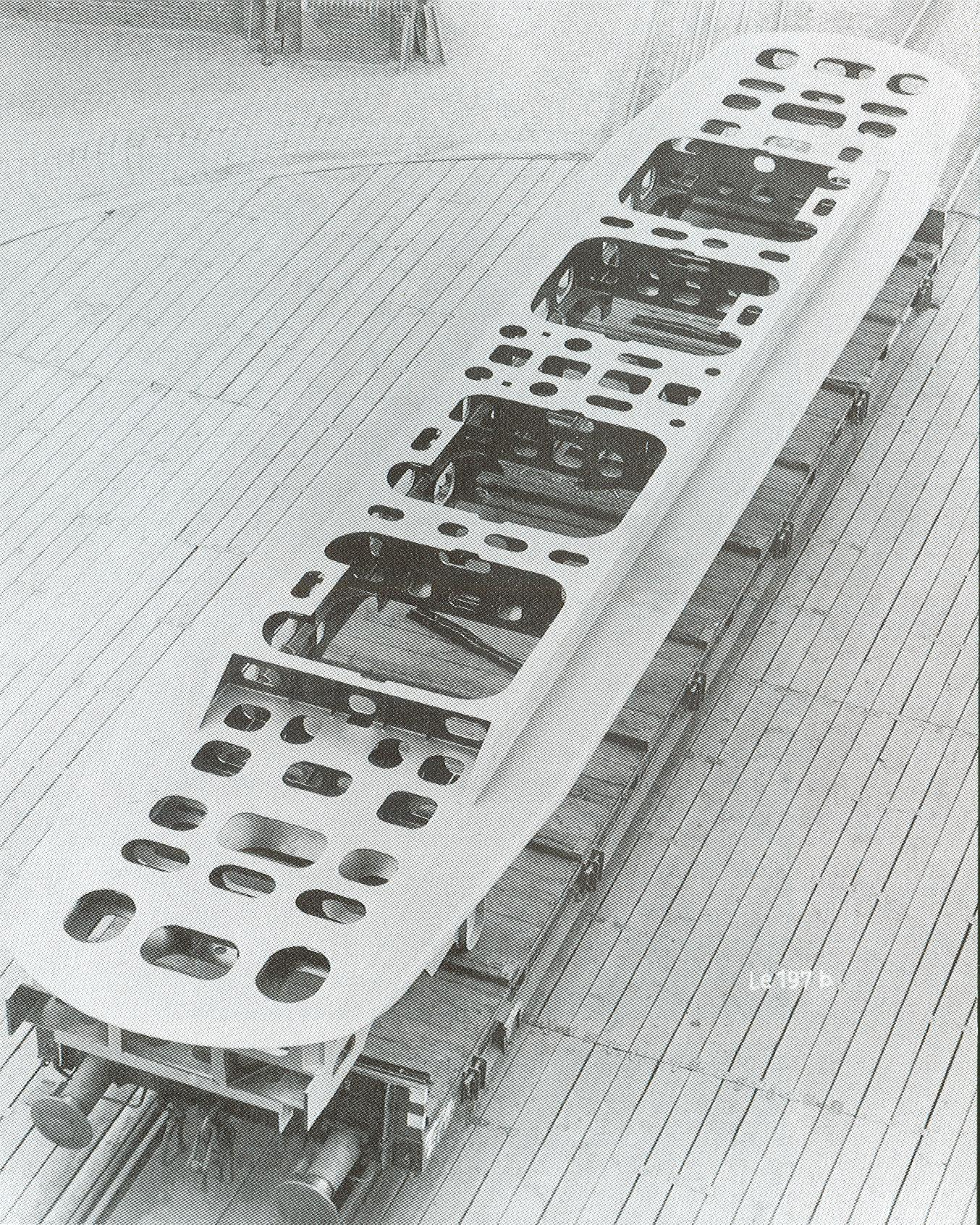
Blechrahmen einer Elektrolokomotive (DR E19)

Nach der Konstruktion wird zwischen Barren-, Blech- und Stahlgussrahmen unterschieden. Im Dampflokomotivbau wurde in der Zeit bis 1945 vorwiegend der Barrenrahmen verwendet, die Blechrahmen waren mehr für Lokomotiven untergeordneter Bedeutung. Bei Diesel- und Elektrolokomotiven sowie den Dampflokomotiven nach 1945 wurden vorrangig Blechrahmen verwendet. Besonders in Kombination mit der Schweißtechnik war diese Konstruktion leicht und billig herzustellen. Der Stahlgussrahmen wurde bei einigen Dampflokomotiven von Privatbahnen in den USA verwendet. Bekannt sind z. B. die Reihe J der Norfolk and Western Railway.
In der Zeit bis 1945 wurden die Rahmen bevorzugt in den Einzelteilen vernietet und verschraubt gefertigt. Die Schweißung kam erst nach 1945 in großem Umfang auf. Mit dem Übergang der Lokomotivkonstruktionen zur selbsttragenden Konstruktion hat sich die Frage nach der Rahmenkonstruktion erübrigt.

## Vermessung des Rahmens
Erstmals nach der Herstellung und nach der Aufarbeitung bei jeder Hauptuntersuchung müssen die Lokomotivrahmen vermessen werden. Dies geschah in der Dampflokzeit noch durch herkömmliche mechanische Messverfahren. Die Rahmen für Diesel- und Elektrolokomotiven und für die Dampflokomotiven mit Rollenlagerung in den Treibstangen verlangen noch größere Messgenauigkeit, so dass sich hier die optisch-mechanischen Messverfahren zur Rahmenvermessung erforderlich machen.
Zum Vermessen wird der Rahmen auf höhenverstellbare Böcke gestellt und in Waage gebracht. Dabei muss sichergestellt werden, dass er bei abgenommenen Achsgabelstegen nicht durchhängen kann. Zur Vermessung waren bestimmte Urmaße zu kontrollieren und im Rahmenmessblatt zu dokumentieren. Besonders wichtig waren hier bei den Dampflokomotiven
- der Zylinderdurchmesser,
- Achslagerführungs- und Gleitplattenabmessungen,
- Lage der Achsgabelstege in Form von Höhe und Breite,
- Abstand der Treibachsmitte zur Zylindermitte in Längsrichtung,
- Abstand der Rahmenmitte bis zur Zylindermitte in Querrichtung,
- seitliche Abweichung der Zylindermitte in Höhe der Treibachse,

für diese Maße gab es Nennmaße und Toleranzen, die unbedingt eingehalten werden mussten. Bei Diesellokomotiven waren besonders bei Stangenlokomotiven die Blindwellenlagerung, der waagerechte Abstand der Gleitbacken im Achslagerausschnitt, die Stichmaße von der Blindwellenlagermitte bis zur ersten Achslagermitte und der Achsmitten untereinander, der äußere Abstand der Achslagergleitbacken von der Rahmenmitte aus wichtig. Die Achslagermitten konnten mit Körnermessschrauben, die bei den Achslagerführungen im Rahmen eingeschraubt waren, ermittelt werden. Hier wurden durch Zirkelanschlag und Messkörner die waagerechten und senkrechten Mittenebenen der Achsen in Abhängigkeit von der Mitte des Blindwellenlagers und der Stichmaße festgelegt werden. Sie dienten als Ausgangs- und Bezugspunkt bei allen Rahmenvermessungen.

## Prüfung der Rahmens
Schon bei der Herstellung wurde jeder Lokomotivrahmen verschiedenen Belastungsproben unterzogen; so wurde nach dem Zusammenbau des fertiggebauten Wagenkastens des EM 475.0 der gesamte Kasten ohne Drehgestelle mit einer senkrechten Belastung von 30 t und einer waagerechten Belastung von 70 t beaufschlagt, und danach der Wagenkasten auf eventuelle Verformungen und Verbeulungen begutachtet. Andere Prüfungen wurden im Rahmen der Fahrzeugzulassung durchgeführt; so wurde am Rahmen der DB-Baureihe 151 in einer Versuchsanstalt mehrere Probebelastungen mit einer maximalen Druckkraft von 200 t geprüft, wobei keine bleibenden Verformungen festzustellen waren. Der gesamte Lokkasten der HGe 4/4 II wurde einschließlich mitverschweißten Brückenrahmen mit einer zentralen Druckkraft von 100 t geprüft. Selbstverständlich spiegelten solche Prüfungen noch nicht den realen Eisenbahnbetrieb wider.
In früheren Zeiten existierten für solche statischen Prüfungen in den Werkstätten und Ausbesserungswerken nicht die Prüfungsmöglichkeiten; Prüfungen konnten nur mit Rahmenmodellen durchgeführt werden, wobei diese Prüfungen dem realen Alltagsbetrieb schon sehr nahe kamen. Für die Rahmen der DR-Baureihe 52 wurden statische Versuche, Fahrversuche und Versuche der Dauerfestigkeit von dem Staatlichen Materialprüfungsamt Berlin-Dahlen durchgeführt. Dabei mussten für die Prüfungen auf die Möglichkeit der Prüfmaschinen Rücksicht genommen werden. So wurden für die statischen Versuche Rahmenteile vom Hersteller zur Verfügung gestellt, die alle einen Achsausschnitt umfassten. Diese Rahmenteile wurden in die Zugprüfmaschine eingespannt und mit bis zu 97 t Belastung beaufschlagt. Die Spannungen betrugen hier bis zu 180 N/mm² im Bereich der Achsausschnitte. Für die Fahrversuche wurden die üblichen Fahrversuche des Lokomotiv-Versuchsamt Grunewald mit verwendet. An der zu prüfenden Lok wurden zwölf dynamische Dehnungsmesser an verschiedenen Stellen des Lokomotivrahmens angebaut und die gewonnenen Belastungen auf Oszillogrammen übertragen. Die Fahrversuche wurden bei 100 Versuchsfahrten auf einem 100 m langen Abschnitt auf freier Strecke bei verschiedenen Geschwindigkeiten und Belastungen durchgeführt.
Die Versuche auf Dauerfestigkeit wurden auf Hochfrequenzpulsatoren durchgeführt. Auf Grund der Größe der Maschinen konnten keine realen Maßabbilde wie beim Zugversuch verwendet werden, es mussten verkleinerte Modelle mit 16 %, 32 % und 57 % der Modellgröße verwendet werden und die erzielten Spannungsresultate doppeltlograrithmisch auf dem Originalmaßstab umgerechnet werden. Bei den Umrechnungen wurden Werte der Betriebsfestigkeit von 170 N/mm² ermittelt. Bei den Versuchen ging eine Rahmenwange eines Modelles nach 443.000 Lastwechseln zu Bruch, Grund war ein Materialfehler.

## Aufarbeitung des Rahmens
Die Aufarbeitung des Lokomotivrahmens mussten bei jeder planmäßigen Untersuchung, die im Intervall von ungefähr 1,5 Jahren durchgeführt wurden, und bei außerplanmäßigen Ereignissen wie einer Entgleisung oder einem Auffahrunfall im Ausbesserungswerk durchgeführt werden. Die erforderlichen Arbeitsschritte sind in den Artikeln der Barrenrahmen und Blechrahmen gesondert dokumentiert.